# Galambos Tibor (koreográfus)
Galambos Tibor (Budapest, 1931. szeptember 16. –) táncművész-koreográfus, dokumentumfilmes; összművészeti menedzserként a Fészek Művészklub igazgatója volt ötven évig.

## Életrajz
1950-ben szerzett gimnáziumi érettségije után 1951-ben egy évig a Budapesti Műszaki Egyetem Építészmérnöki Karán tanult, 1952-ben diplomázott az Állami Balettintézet Táncművészeti Iskolájában. 1968-ban népművelő-könyvtáros diplomát szerzett a Debreceni Tanítóképző Főiskolán, 1977-ben pedig közművelődésből harmaddiplomát az Egri Tanárképző Főiskolán.

### Táncosként, koreográfusként
Hivatásos táncos volt a SZOT, a Honvéd Együttesnél, alapító tánckarvezetője a Budapest Táncegyüttesnek, valamint önálló előadóként 20 évig. Koreográfusként dolgozott az Állami Népi Együttesnél, a Duna- és a Honvéd Együttesnél, valamint művészeti vezető-koreográfusként a Vasas Művészegyüttesnél, a Vadrózsák és az Avas táncegyütteseknél, 1970 óta az Erkel Ferenc Néptáncegyüttesnél.
Több mint 60 koreográfiát készített, közülük kiemelhetők az alábbiak: Juhászlegény balladája, Drámai táncok, Jártatós, Csalogatós, Magam járom, Eksztázisban, Arc és álarc, Nász és gyász, Üvegestánc, Forradalmi verbunk, Kör-karika: játék?, Zsolozsma, Hangulatok, Szökős, Betlehemes táncok, Fergeteges indulatok, Zsörtölődők, Két arckép, Palotás, Énekek és ráolvasók a XXI. századfordulóról, Sirató, Színek és figurák, Forgatós, Kodály: Fölszállott a páva, Leányka és legényke (gyerektáncok), Székely keserves, Kállai kettős, Háry-toborzó, Esti dal, Bartók: Három csíkmegyei népdal, Allegro Barbaro.
Alapító igazgatója volt továbbá 20 évig a Táncfórumnak (a mai Nemzeti Táncszínháznak), mellyel szervezte az Interbalett, az Interfolk és a Magyar Táncpanoráma fesztiválokat is. Mindmáig A Magyar Táncművészetért Alapítvány elnökeként országos néptáncbemutatók rendezője. A Magyar Táncművészek Szövetségének volt titkára, főtitkára, jelenleg a felügyelőbizottságának elnöke.

### Táncfilmek, portréfilmek (társ)rendezője-, producereként
Rendezője, társrendezője, producere több mint tíz éve Magyarországon, az USA-ban és Franciaországban forgatott eddig 27 táncfilmnek, dokumentum- és portréfilmnek, melyek mindegyikét a közszolgálati televíziók sugározták. A 2001. évi Millenniumi Filmszemlén A XX. század sámánja (Molnár István táncművész-koreográfus) című film fesztiváldíjas lett. Szigeti Károly rendező-koreográfusról, valamint dr. Pesovár Ernő táncfolklorista-koreográfusról készített még portréfilmet. Táncfilmje többek között: összefoglalók nemzetközi és hazai fesztiválokról, valamint Novák Ferenc: Passió, Markó Iván: Bolero, Jeles napok: karácsonytól Szent István napjáig, A magyar zene klasszikusai – Erkel, Liszt, Bartók, Kodály – néptánc-koreográfiákban stb.  Jajsikolyban-lobogásban (in memoriam 1956) címmel alkotott lírai dokumentumfilmet.Legutóbbi a Karéjozó: A Lázadó Generáció (2023) önálló filmje.
2011-ben a Nemzeti Táncszínház Szikrák és szilánkok címmel rendezett gálaműsort 80. születésnapja alkalmából a Művészetek Palotájában.

### A Fészek Művészklubban
1970-től előbb igazgatóhelyettes, 1972-től igazgató, 1990-től 2022-ig ötévenként választott igazgató-főtitkárként a Fészek Művészklub vezetője. Az ő vezetésével valósult meg többek között: Alkotóművészek a Fészek pódiumán – kortárs írók, költők fóruma, Házi muzsika, Vidéki muzsikusok fóruma, Operai esték a Fészekben, A dal mesterei sorozat, Filmstúdiók alkotóművészeinek műhelyében sorozat, Fiatal filmesek klubja, Fiatal muzsikusok és operisták fóruma; a Fészek Galéria a progresszív képzőművészet kiállítótermeként kezdeményezésében jött létre; 1998 óta évenként kerül megrendezésre az Új Magyar Művek Hangversenyciklusa, Színészportrék, Szerzői estek több művészeti ágban stb.

## Kitüntetései
- 1964: Vercelli Táncművész-világverseny (Olaszország), néptánc különdíj
- 1980: SZOT-díj
- 1994: A Magyar Köztársasági Érdemrend lovagkeresztje
- 2003: A Magyar Köztársasági Érdemrend tisztikeresztje
- 2004: A Magyar Táncművészek Szövetsége Életműdíja
- 2018: A Táncpedagógusok Országos Szövetsége Életműdíja

Emellett számos hazai (Zalai Kamaratáncverseny, Szolnoki, Pécsi Néptáncverseny stb.) és nemzetközi (Bursa, Jereván, Hanoi, Mallorca, szöuli olimpia stb.) művészeti versenydíj nyertese néptánc-koreográfusként és együttesvezetőként.

## Önéletrajza
2019-ben jelent meg önéletrajzi munkája Magam járom…: Élet- és korrajzom címmel a Magyar Táncművészeti Egyetem kiadásában; az interjút készítette: Jálics Kinga; fotó: Korniss Péter (A magyar táncművészet nagyjai sorozat) ISBN 978-615-5852-04-6